# Philippine von Reuschenberg
Philippine von Reuschenberg (* 1563 in Voerendaal; † 1618 in Helmond) war die Tochter von Wilhelm von Reuschenberg zu Overbach und Roschette und Margarethe von Gülpen und gehörte damit zu einer Nebenlinie der landadeligen Familie von Reuschenberg. Sie hatte 16 Geschwister und war u. a. die Schwester des kaiserlichen Obristen und Amtmann zu Jülich Johann von Reuschenberg zu Overbach und der Äbtissin Anna von Reuschenberg.

## Leben und Wirken

Ehewappen Alexander von Cortenbach/Anna Maria von Reuschenberg

Im Jahr 1582 heiratete sie Adolf von Cortenbach, den Herrn zu Helmond. Das Ehepaar hatte insgesamt sieben Kinder, die vermutlich aufgrund der Wirren des  Achtzigjährigen Krieges in verschiedenen Städten zur Welt kamen.
Noch während sie mit dem siebten Kind schwanger war, starb Adolf von Cortenbach im August 1594, vermutlich in Mechelen. Sie kehrte nach Helmond zurück und übernahm als Herrin von Helmond die Verwaltung für ihren unmündigen Sohn Carl. In den Jahren 1598 und 1599 organisierte sie den Widerstand gegen meuternde irische Söldnertruppen und verwehrte ihnen erfolgreich den Einmarsch in die Stadt. Im Jahr 1600 waren spanische Einheiten in Helmond einquartiert, welche die Bevölkerung schwer drangsalierten. Am 15. Juli 1602 wurde die Burg von dem Feldherrn  Moritz von Oranien erobert und besetzt. Helmond drohte immer mehr, in die Auseinandersetzungen zwischen der Republik der Sieben Vereinigten Provinzen und den Spaniern hineingezogen zu werden. Philippine von Reuschenberg nahm daher mit dem Prinzen von Oranien Verhandlungen auf und erreichte schließlich einen neutralen Status für Helmond. Noch im selben Jahr starb ihr Sohn Carl und Philippine musste sich weitere vier Jahre den schwierigen politischen Herausforderungen stellen. Die vereinbarte Neutralität musste sie immer wieder hartnäckig verteidigen, was ihr nicht immer gelang.
Ihr zweitältester Sohn Alexander, der nach dem Tod seines Bruders Carl das Erbe übernahm, heiratete 1628 die Schwester des Feldmarschalls Johannes Ernst Freiherr von Reuschenberg zu Setterich. Erst 1621, über zwei Jahre nach dem Tod seiner Mutter, wurde sein Status als neuer Herr zu Helmond von der Stadt anerkannt.

## Weblink
- Digitaal Vrouwenlexicon van Nederland